# Ферфилд (Тексас)
Ферфилд (енгл. Fairfield) град је у америчкој савезној држави Тексас. По попису становништва из 2010. у њему је живело 2.951 становника.

## Демографија
Према попису становништва из 2010. у граду је живело 2.951 становника, што је 143 (4,6%) становника мање него 2000. године.
| Група             | 2000.         | 2010.         |
| Белци             | 2.059 (66,5%) | 1.791 (60,7%) |
| Афроамериканци    | 663 (21,4%)   | 677 (22,9%)   |
| Азијати           | 21 (0,7%)     | 27 (0,9%)     |
| Хиспаноамериканци | 325 (10,5%)   | 428 (14,5%)   |
| Укупно            | 3.094         | 2.951         |